# Hain Péter
Hain Péter (Nagykároly, 1895. május 31. – Budapest, 1946. június 27.) rendőrségi detektívfelügyelő, kormánytanácsos.

## Élete
1918-tól a budapesti rendőrfőkapitányság bűnügyi osztályán dolgozott. A Tanácsköztársaság bukása után a kommunistákat üldöző csoport vezetője lett. 1923-tól irányította a kommunisták elleni nyomozásokat a Politikai Osztályon. 1938-tól Horthy és fontosabb külföldi emberek védelmét szervezte. Az 1930-as évek végétől az SD egyik informátora volt. Hainnak igen jó német kapcsolatai voltak: baráti viszonyt ápolt a bécsi Gestapo parancsnokával, Josef Huber SS-Brigadeführerrel, egykori osztálytársa, Rull János pedig a belgrádi Gestapo parancsnoka volt. A Lakatos-kormány idején visszaélések és kegyetlenkedések miatt leváltották. 1944. március 19-e után az általa átadott listák alapján hurcolta el az SD és a Gestapo a baloldali és antifasiszta gondolkodású embereket. Ő adott utasítást Ságvári Endre letartóztatására is. A nyilas hatalomátvétel (1944. október 16.) után kormánytanácsos, miniszteri tanácsos lett. December 12-től rendőrségi detektív-főfelügyelő, s az Állambiztonsági Rendészet (más néven magyar Gestapo) vezetője. Ez az intézmény a magyar zsidók letartóztatásáról és megkínzásáról vált hírhedtté. Budapest körülzárása előtt Németországba szökött, onnan hozták haza Himler Márton utasítására.
A Népbíróság 1946. május 6-án halálra ítélte és kivégezték.

## Emlékezete
- Alakja szerepel a Budapest romokban történetében, és felbukkan (említés szintjén) Kondor Vilmos magyar író Budapest novemberben című bűnügyi regényében.